# Mar de Frisia

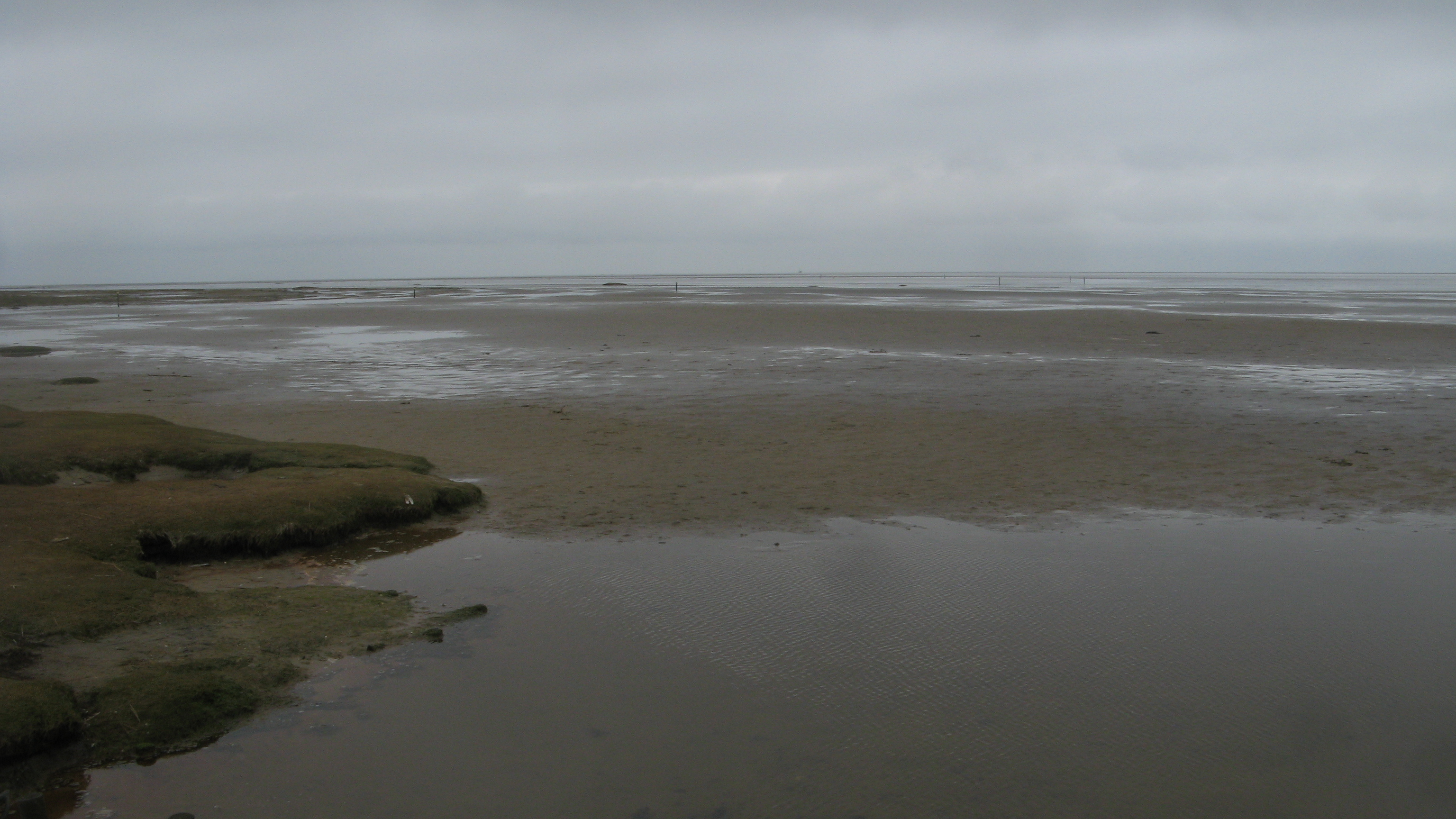
Marisma salada y llanura de marea en Westerhever, Alemania.

El mar de Frisia (en alemán: Wattenmeer; en bajo alemán: Wattensee; en neerlandés: Waddenzee; en frisón occidental: Waadsee; en frisón septentrional: Waas/Heef/Hjif; en danés: Vadehavet) es un mar litoral y zona intermareal del mar del Norte (en sí mar marginal del océano Atlántico), que baña las costas del norte de Países Bajos, oeste de Alemania y suroeste de Dinamarca, abarcando la totalidad de las islas Frisias. Formando la llanura de marea más extensa de mundo, es poco profundo incluso durante la marea alta, pero es durante el reflujo de las aguas cuando se revelan las grandes planicies arenosas interrumpidas por canales de drenaje que evacuan el agua. Eso hace posible atravesar la llanura durante las horas de marea baja por medios terrestres e incluso a pie, desde el continente a algunas islas cercanas y viceversa, o entre las propias islas. Este tipo de excursiones, llamadas en alemán Wattwanderung, se han convertido en atracciones turísticas en las últimas décadas. 
El mar de Frisia, declarado reserva de la biosfera de la Unesco, tiene unos 450 kilómetros de largo y entre 5 y 30 de ancho, con una superficie de unos 10 000 km². Durante el flujo de las aguas, se caracteriza por grandes corrientes y su cruce en plena marea alta se realiza por medios marinos. Son comunes los ferries de transporte público hacia las islas y entre ellas, que habitualmente conectan con terminales de trenes en el lado continental, siendo destino veraniego favorito de turistas, sobre todo el turismo local.

## Naturaleza
La palabra wad en neerlandés (Watt en alemán y bajo alemán; Vade en danés) comparte la misma raíz con vado en español, aunque hace referencia a una zona marítima más que fluvial, y es la palabra que da nombre al mar de Frisia en la mayoría de idiomas. La superficie está caracterizada por amplias llanuras lodosas de marea, hondas trincheras de mareas y las islas que se encuentran dentro de esto, una región continuamente disputada entre el mar y la tierra. El paisaje se ha formado durante gran parte de mareas ciclónicas en los siglos X al XIV, desbordando y llevando anterior tierra de turba detrás de las dunas costeras. Las islas actuales son el resto de las anteriores dunas costeras.
Las islas están marcadas por dunas y amplias playas arenosas hacia el mar del Norte y costa baja y de mareas hacia el mar de Frisia. El impacto de olas y corrientes, llevan sedimentos, está cambiando lentamente el esquema de las islas. Por ejemplo, las islas de Vlieland y Ameland se han movido hacia el este a lo largo de los siglos, habiendo perdido tierra por un lado y creciendo por el otro.
El mar de Frisia es famoso por su rica flora y fauna, especialmente aves. Cientos de miles de limícolas, anatinos y anserinos usan la zona como una parada en sus migraciones o lugar de invernada, y es también un rico hábitat para gaviotas y estérnidos. Hoy, una gran parte del mar de Frisia está protegida en cooperación de los tres países implicados; véanse los Parques nacionales del mar de Frisia para las áreas protegidas dentro de las fronteras alemanas.
Los gobiernos de los Países Bajos, Dinamarca y Alemania han trabajado juntos desde 1978 en la protección y conservación del mar de Frisia. La cooperación abarca la administración, la monitorización y la investigación, así como asuntos políticos. Más aún, en 1982, una Declaración conjunta sobre la protección del mar de Frisia se firmó para coordinar actividades y medidas para la protección del mar de Frisia. En 1997, se adoptó un Plan trilateral del mar de Frisia.
El mar de Frisia fue designado un humedal de importancia internacional, protegida por el Convenio de Ramsar el 15 de noviembre de 1991 (n.º 537: "Mar de Frisia de Schleswig-Holstein y áreas adyacentes" - Schleswig-Holsteinisches Wattenmeer) 54°30′N 008°40′E / 54.500, 8.667. La zona protegida abarca 454,988 ha. Tiene una elevación de -15 a 50 m s. n. m. Este sitio comprende 40% del mar de Frisia y está formado por amplias llanuras lodosas, ríos, bancos de arena, dunas, marismas salobres, brezales e islas. Pasan por allí más de dos millones de aves migratorias. En particular, aproximadamente 70% de toda la población europea de Tadorna tadorna (180.000). Hay invertebrados acuáticos endémicos, reptiles amenazados y anfibios, y es una zona importante para la cría de la Phoca vitulina. Se desarrollan actividades de ganadería, turismo, la caza, la pesca de marisco, actividades militares y el remo. 
En junio de 2009, la Unesco incluyó las partes alemana y neerlandesa del mar de Frisia en la lista de lugares Patrimonio de la Humanidad. En 2014, la Unesco amplió la designación a la parte danesa.
El aumento del nivel del mar representa una amenaza significativa para las zonas costeras bajas con pendientes bajas, como las llanuras de marea del mar de Frisia. Sin embargo, estudios recientes indican que el actual incremento del nivel del mar (3.7 mm por año) está siendo superado por las tasas de acreción de sedimentos en la mayor parte de estas llanuras, especialmente a lo largo del litoral alemán. Si bien las llanuras de marea en el litoral neerlandés también presentan acreción, lo hacen a un ritmo notablemente mas lento.  Esto refleja las variaciones regionales en la dinámica sedimentaria del mar de Frisia.